# Scottish Premiership de 2015–16
A Scottish Premiership de 2015–16 (conhecida como Ladbrokes Scottish Premiership por razões de patrocínio) foi a terceira temporada da primeira divisão do Campeonato Escocês desde de a sua refundação há duas temporadas(antes era chamada de Scottish Premier League). A competição teve início no dia 1 de agosto de 2015 e encerrou em julho de 2016. O Celtic é o atual detentor do troféu de campeão do torneio.

## Formato
No início da temporada, as 12 equipes jogarão entre si por 3 vezes. Depois da trigésima terceira rodada da competição, as equipes serão separadas em 2 "grupos" com 6 equipes cada.
Os times que ficarem do 1º ao 6º lugares, disputarão vagas na Liga dos Campeões da UEFA de 2016-17 e na Liga Europa da UEFA de 2016-17, enquanto as equipes entre os 7º e 12º lugares disputarão a permanência na 1ª divisão, sendo que o penúltimo colocado desse "grupo" disputará o playoff de rebaixamento e o último colocado será rebaixado diretamente para a 2ª divisão.

## Participantes
| Equipe                       | Cidade     | Estádio            | Capacidade |
| ---------------------------- | ---------- | ------------------ | ---------- |
| Aberdeen FC                  | Aberdeen   | Pittodrie Stadium  | 20,897     |
| Celtic                       | Glasgow    | Celtic Park        | 60,355     |
| Dundee FC                    | Dundee     | Dens Park          | 11,506     |
| Dundee United                | Dundee     | Tannadice Park     | 14,229     |
| Hamilton Academical          | Hamilton   | New Douglas Park   | 6,078      |
| Heart of Midlothian          | Edinburgo  | Tynecastle Stadium | 17,529     |
| Inverness Caledonian Thistle | Inverness  | Caledonian Stadium | 7,800      |
| Kilmarnock FC                | Kilmarnock | Rugby Park         | 18,128     |
| Motherwell FC                | Motherwell | Fir Park           | 13,677     |
| Partick Thistle              | Glasgow    | Firhill Stadium    | 10,102     |
| Ross County                  | Dingwall   | Victoria Park      | 6,541      |
| St. Johnstone                | Perth      | McDiarmid Park     | 10,696     |

## Classificação
| Pos | Equipes                      | Pts | J  | V  | E  | D  | GM | GS | SG  | Classificação ou rebaixamento                                              |
| --- | ---------------------------- | --- | -- | -- | -- | -- | -- | -- | --- | -------------------------------------------------------------------------- |
| 1   | Celtic                       | 86  | 38 | 26 | 8  | 4  | 93 | 31 | 62  | Classificado à 2ª pré-eliminatória da Liga dos Campeões da UEFA de 2016-17 |
| 2   | Aberdeen FC                  | 71  | 38 | 22 | 5  | 11 | 62 | 48 | 14  | Classificado à 1ª pré-eliminatória da Liga Europa da UEFA de 2016-17       |
| 3   | Heart of Midlothian          | 65  | 38 | 18 | 11 | 9  | 59 | 40 | 19  | Classificado à 1ª pré-eliminatória da Liga Europa da UEFA de 2016-17       |
| 4   | St. Johnstone                | 56  | 38 | 16 | 8  | 14 | 58 | 55 | 3   |                                                                            |
| 5   | Motherwell FC                | 50  | 38 | 15 | 5  | 18 | 47 | 63 | −16 |                                                                            |
| 6   | Ross County                  | 48  | 38 | 14 | 6  | 18 | 55 | 61 | −6  |                                                                            |
| 7   | Inverness Caledonian Thistle | 52  | 38 | 14 | 10 | 14 | 54 | 48 | 6   |                                                                            |
| 8   | Dundee FC                    | 48  | 38 | 11 | 15 | 12 | 53 | 57 | −4  |                                                                            |
| 9   | Partick Thistle              | 46  | 38 | 12 | 10 | 16 | 41 | 50 | −9  |                                                                            |
| 10  | Hamilton Academical          | 43  | 38 | 11 | 10 | 17 | 42 | 63 | −21 |                                                                            |
| 11  | Kilmarnock FC                | 46  | 38 | 9  | 9  | 20 | 41 | 64 | −23 | Playoff de rebaixamento                                                    |
| 12  | Dundee United                | 26  | 38 | 8  | 7  | 23 | 45 | 70 | −25 | Rebaixado à Scottish Championship de 2016-17                               |

### Premiação
| Campeão 2015-16 Premiership |
| --------------------------- |
| Celtic (47º título)         |